# Instituto Botánico de Barcelona
El Instituto Botánico de Barcelona (IBB-CSIC) es el segundo centro de investigación botánico más importante de España. Cuenta con una importante biblioteca especializada, grupos de investigación y uno de los herbarios más grandes de Cataluña. Es una institución mixta, dependiente del Consejo Superior de Investigaciones Científicas (CSIC) y del Consorcio (Ayuntamiento de Barcelona y Generalidad de Cataluña). Está situado dentro del actual Jardín Botánico de Barcelona (JBB) sobre la montaña de Montjuic. La entrada se hace por la puerta situada en la parte superior del jardín, en el Passeig del Migdia s/n.

## Historia

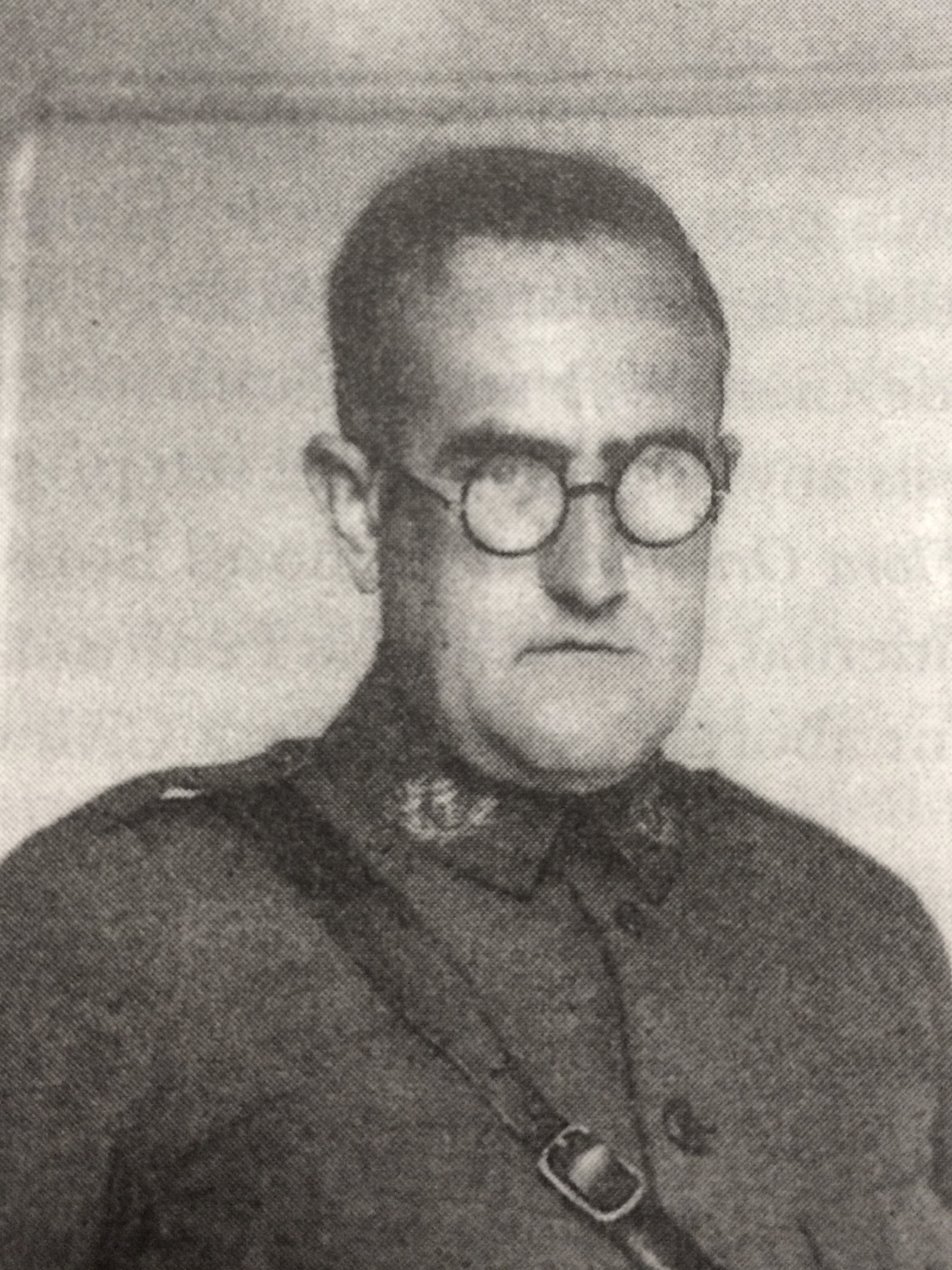
Pius Font i Quer, fundador del Instituto Botánico de Barcelona

En 1934 Pius Font i Quer segrega el departamento de botánica del Museo de Ciencias Naturales y lo convierte en una entidad autónoma, denominada Instituto Botánico de Barcelona. Su objetivo principal era el estudiar las colecciones botánicas y promover la investigación.
En un principio, el edificio se instaló en el parque de la Ciudadela, pero debido al estallido de la Guerra Civil española y con el objetivo de proteger las colecciones, se trasladó primero a Sant Gervasi y después a las cercanías del Palacio Nacional, actual sede del Museo Nacional de Arte de Cataluña. Pius Font i Quer fue muy importante para el Instituto. Además de ser el director, desarrolló intensas campañas de recolección y adquirió importantes fuentes bibliográficas y colecciones de referencia para crear un gran herbario del Mediterráneo occidental. Además, fue el Científico Titular de la primera investigación del CSIC en el Instituto Botánico de Barcelona en 1942.
En 1986, el Instituto Botánico de Barcelona se constituye como un centro asociado al CSIC y en 1994 pone en funcionamiento el primer laboratorio de sistemática molecular de España. En 1992, Oriol de Bolòs i Capdevila (director entre 1967 y 1984) recibió el Premio Narcís Monturiol, galardón que otorga la Generalidad de Cataluña como reconocimiento a aquellas personas y entidades que han contribuido significativamente al progreso de la ciencia y la tecnología de Cataluña. Además de Pius Font i Quer y Oriol de Bolòs i Capdevila, Antoni de Bolòs Vayreda y la Dra. Teresa Garnatje también han sido directores de la entidad.
En 1998 se firmó un nuevo convenio según el cual el Instituto Botánico de Barcelona pasó a ser un centro mixto formado por el Consejo Superior de Investigaciones Científicas (CSIC) y el Ayuntamiento de Barcelona. En el marco de este nuevo convenio, el CSIC construyó en 2003 un nuevo edificio en la parte alta del Jardín Botánico de Barcelona (JBB) con el que desde entonces mantendrá una estrecha relación.

## Funciones
Las funciones que realiza el Instituto Botánico de Barcelona son:
- Contribuir al avance de la investigación y el desarrollo tecnológico en todas las ramas de la botánica.
- Prestar asesoramiento científico al Jardín Botánico de Barcelona.
- Formar personal investigador y dar soporte a la docencia de postgrado.
- Coordinar los servicios generales y de instrumentación para un mejor aprovechamiento de los recursos.
- Colaborar con las administraciones públicas y contribuir al progreso de la industria mediante la transferencia de conocimiento y de resultados de la investigación entre centros nacionales e internacionales.

## Áreas de investigación
Las principales investigaciones se llevan a cabo en dos grupos. Por una parte se encuentra el grupo de Biodiversidad y evolución de plantas y, por otra, la Historia de la botánica y el análisis de colecciones.

### Biodiversidad y evolución de plantas

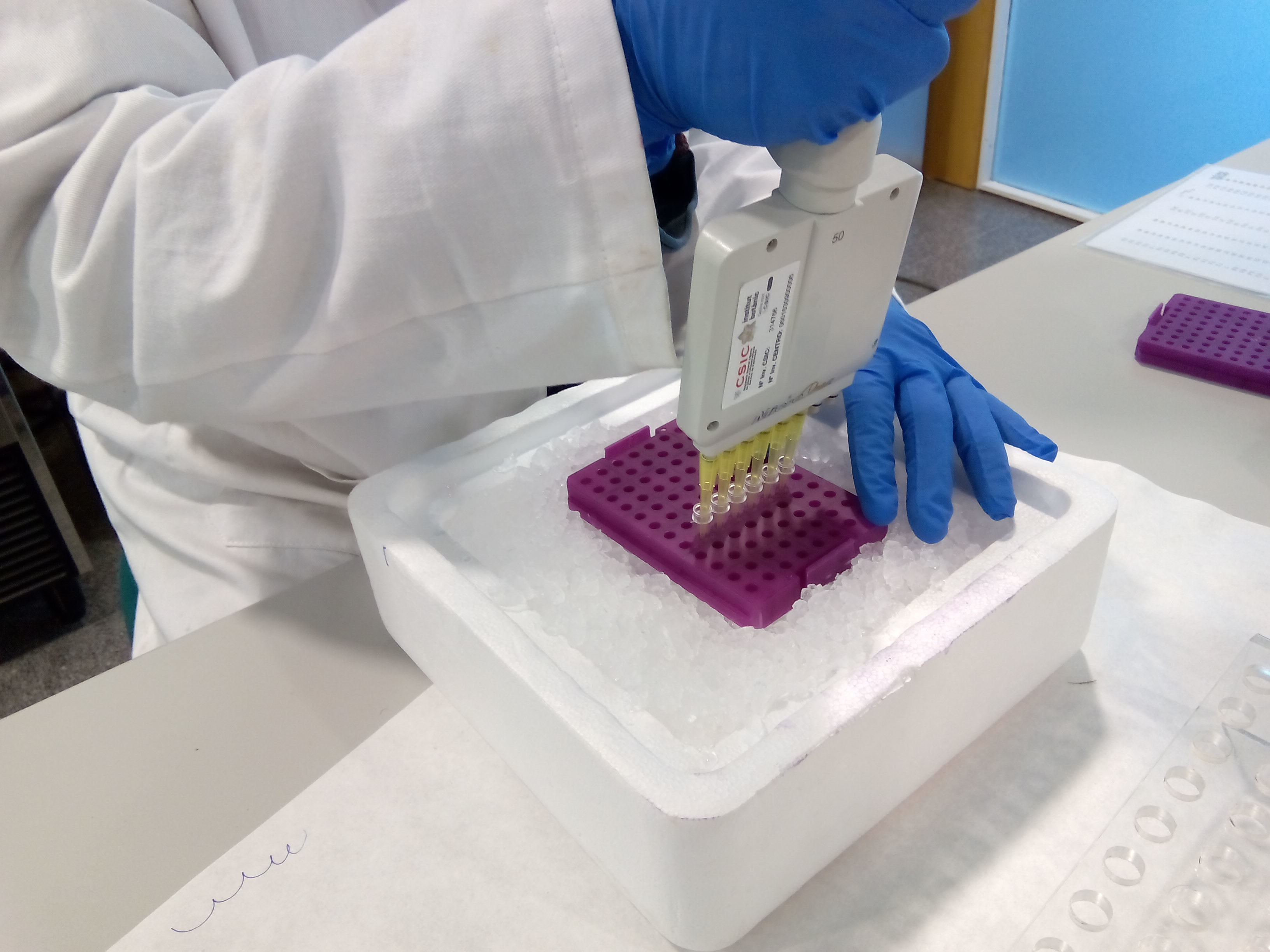
Laboratorio del Instituto.

El grupo de investigación de biodiversidad y evolución de las plantas del IBB abarca la investigación de todos los aspectos relacionados con el conocimiento de las plantas. Se investiga su clasificación y otros muchos aspectos, recogiendo técnicas y procedimientos utilizados en diversas disciplinas de la biología. En las últimas décadas han cobrado importancia significativa el estudio de los métodos basados en la secuenciación del DNA que han revolucionado la manera de trabajar de la botánica moderna. Los estudios del grupo de biodiversidad y evolución de plantas se desarrollan siguiendo diversos enfoques que se resumen en las siguientes disciplinas: biosistemática, biogeografía, conservación, citogenética molecular y etnobotánica.

### Historia de la botánica y análisis de colecciones
Este grupo de investigación tiene como objetivo el estudio de los herbarios del Instituto Botánico de Barcelona desde los siguientes puntos de vista:

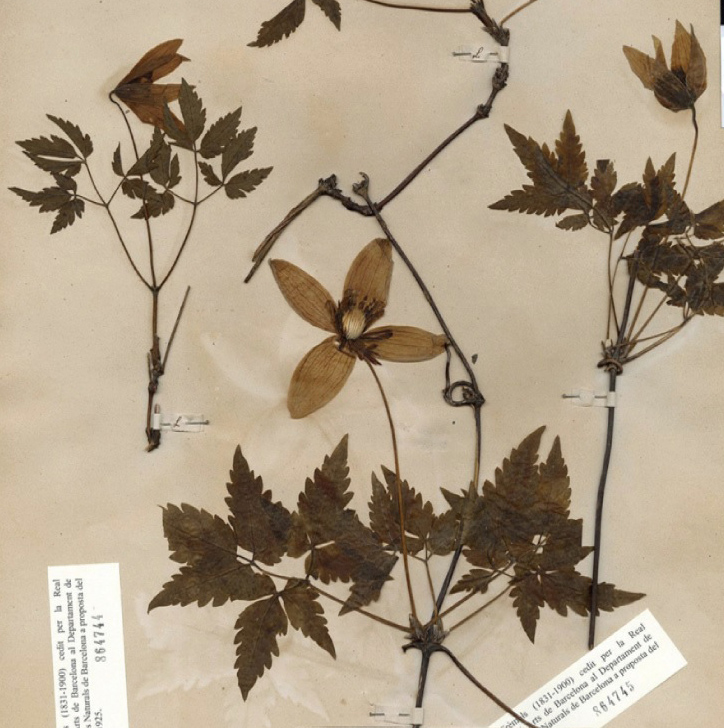
Pliego de herbario del Instituto Botánico de Barcelona

- Taxonómico: búsqueda de pliegos tipo y de interés taxonómico y/o nomenclatural.
- Histórico: estudio de la historia de una colección y de los botánicos y corresponsales que colaboraron en su formación.
- Geográfico: estudio cuantitativo de las regiones de recolección de los ejemplares.
- Conservación: estudio de ejemplares recolectados en lugares donde actualmente están extinguidos o en regresión.
- Jardinería: estudio de las plantas cultivadas en la antigüedad y del seguimiento de la introducción de especies alóctonas.
- Biodiversidad: evaluación de la representatividad de determinadas familias en el herbario, caracterizándolas desde punto de vista geográfico, cronológico, ecológico y taxonómico. Estudio de su riqueza florística a diferentes niveles geográficos.

## Organización
La gestión del Instituto Botánico de Barcelona se organiza de acuerdo con los siguientes órganos de gobierno:
- Órgano Rector: Comisión Rectora, integrada por dos representantes del CSIC, dos del Ayuntamiento, la Directora y el/la Gerente del Instituto Botánico de Barcelona.
- Órganos de Dirección y Gestión: Junta del Instituto Botánico de Barcelona formada por el Director, el Vicedirector, los Jefes de Departamento, el Gerente y los Representantes de Personal Laboral. En 2020, la Vicedirectora es la Dra. Neus Nualart y los Jefes de Departamento son la Dra. Núria García-Jacas (Investigación) y la Dra. Neus Ibáñez (Colecciones) y la Sra. Ángela Zárate (Gerencia).
- Órganos de Asesoramiento: Claustro Científico (constituido por el personal investigador doctor) y Comité de Asesoramiento Externo (formado por investigadores de reconocido valor en el ámbito de la botánica).

## Instalaciones y colecciones

### Biblioteca especializada

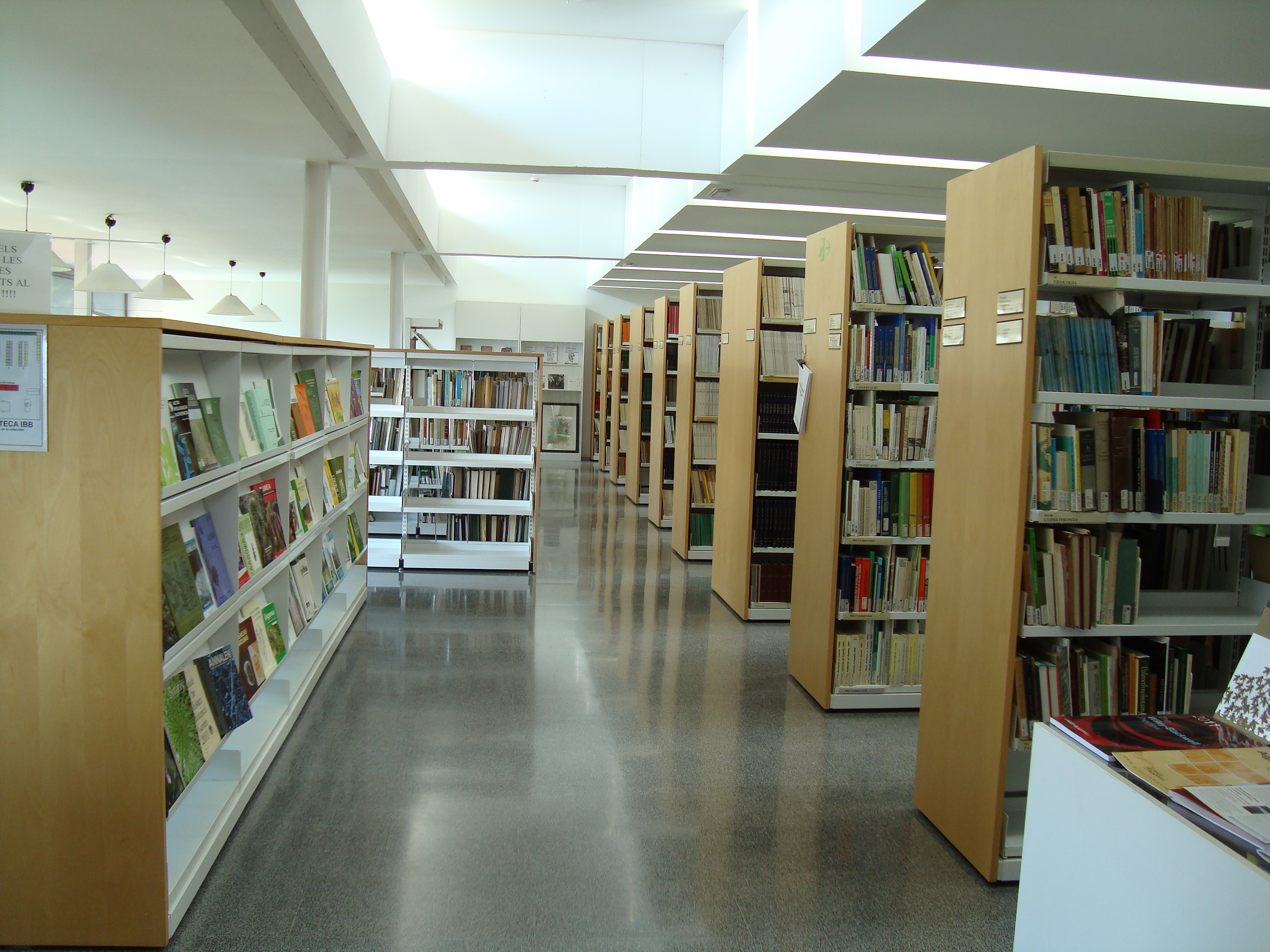
Biblioteca del Instituto Botánico de Barcelona

La biblioteca del Instituto Botánico de Barcelona forma parte de la Red de Bibliotecas del Consejo Superior de Investigaciones Científicas (CSIC) desde 1998. Presta apoyo documental a los grupos de investigación del centro, pero también, es una biblioteca abierta a todos los ciudadanos interesados en la botánica y materias afines (ecología, paisajismo, jardinería y conservación).
Su fondo está compuesto por más de 8.500 monografías y aproximadamente 1.400 títulos de publicaciones seriadas. También cuenta con una colección de mapas, microfichas y un importante fondo antiguo, en el que destaca sobre todo el Fondo Salvador. Los libros que lo integran constituyen la biblioteca personal de la familia Salvador, una importante saga de farmacéuticos barceloneses que llevaron a cabo su actividad desde principios del siglo XVII hasta mediados del siglo XIX. En la actualidad, la biblioteca se conserva junto con el resto del gabinete formando el Museo Salvador.

### Archivo
El fondo documental del Archivo Histórico del Instituto Botánico de Barcelona (IBB) está constituido por los documentos producidos y recibidos por los botánicos vinculados a la Junta de Ciencias Naturales de Barcelona (1906-1935) y al IBB (1935-1994). El volumen más importante lo conforman los documentos de Pius Font Quer (1888-1964), Antoni de Bolòs Vayreda (1889-1975) y Oriol de Bolòs Capdevila (1924-2007) situados cronológicamente en los periodos que regentaron la dirección del IBB.
Existe otra parte de documentación formada por fondos personales de los botánicos Ramón Masferrer y Arquimbau (1850-1884), Frederic Trèmols Borrell (1831-1900), Estanislau Vayreda Vila (1848-1901), Ramón de Bolòs Saderra (1852-1914), Joan Cadevall i Diars (1846-1921), José Cuatrecasas Arumí (1903-1996) y Carlos Pau Español (1857-1937), reunidos por Pius Font i Quer con la finalidad de completar el fondo de archivo y cedidos al IBB gracias a la estrecha relación profesional que estos botánicos mantuvieron con la institución.

### El herbario

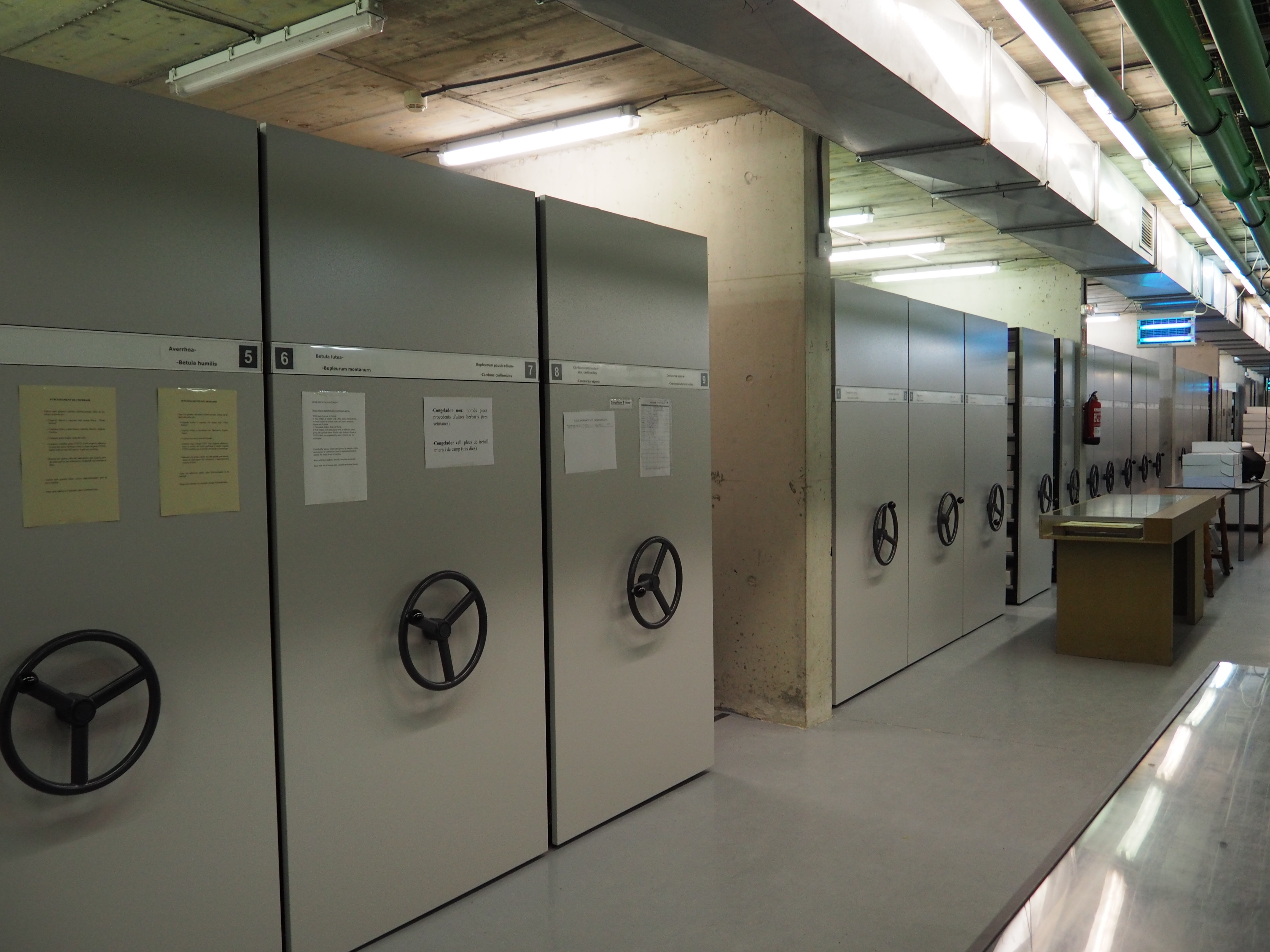
Herbario del Instituto

El herbario del Instituto Botánico de Barcelona está especializado en la flora de la región mediterránea occidental. Se trata de la colección de plantas más importante de Cataluña y la tercera de la península ibérica. Su fondo, formado por unos 800 000 ejemplares, se ha usado como referencia para la redacción de la Flora dels Països Catalans, Flora ibérica y las principales obras de botánica sobre la flora del mediterráneo occidental.
El núcleo inicial del herbario general lo formaron los materiales aportados por Manuel Llenas (1907 y 1909), por el hermano Sennen (cedidos en 1909) y especialmente por Pius Font i Quer.  El herbario aumentó de forma exponencial gracias a la labor recolectora de Font i Quer y a su afán por incorporar los principales herbarios de Cataluña.

#### Las colecciones delHerbario
Herbario general
El Herbario general es la principal colección del Instituto Botánico de Barcelona. Conserva plantas vasculares recolectadas por la mayoría de los botánicos interesados por la flora del noreste peninsular. Un volumen importante fue reunido por Pius Font i Quer y a sus colaboradores a lo largo de las campañas desarrolladas en la península ibérica y en Marruecos. Incluye también muchas exsiccatae con especímenes europeos como Plantes d’Espagne del hermano Sennen, Flora Exsiccata Austro-Hungarica o Société pour l’Échange des Plantes Vasculaires de l’Europe Occidentale et du Bassin Méditerranéen.
Colecciones históricas
El Instituto Botánico de Barcelona ha ido adquiriendo, en muy buena parte gracias a su fundador Pius Font i Quer, herbarios recolectados entre el siglo XVII y principios del XX. Estas colecciones se conservan segregadas del herbario general y según la ordenación original del autor. Los más importantes son: Familia Salvador, Francesc Xavier Bòlos, Ruiz & Pavón, Bernades, Costa, Vayreda, Trèmols, Ramón Bòlos, Sociedad Botánica Barcelonesa, Cadevall, Sennen, Hieraciotheca Gallica et Hispanica, Institución Catalana de historia Natural.
Otros herbarios
En esta categoría se incluyen aquellas colecciones no históricas segregadas del herbario general por su procedencia (plantas cultivadas o tropicales) o tipología (semillas o frutos). Incluye tres colecciones: plantas sudamericanas de Josep Cuatrecasas, plantas del Jardín Botánico de Barcelona y espermoteca de Apiaceae.
Herbario de Líquenes
La colección de líquenes del Instituto Botánico de Barcelona incluye la liquenoteca general y otras colecciones independientes y segregadas de esta por ser material histórico o de autores particulares (Roger-Guy Werner, Caliciales Exsiccatae – L. Tibell, Manuel Llena, Longinos Navás.
Herbario de hongos
En el Instituto Botánico de Barcelona se conserva una colección de más de 3.000 muestras de cuerpos fructíferos y estructuras reproductoras recolectadas por micólogos como Romualdo González Fragoso, también de Pius Font i Quer y del intercambio de material con otros herbarios europeos. Además de ello, el IBB conserva la colección propia de la Asociación Micológica Font i Quer que incluye básicamente especímenes del territorio catalán.
Herbario de Briofitos
El Instituto Botánico de Barcelona conserva una importante brioteca que contiene más de 7.000 ejemplares. La mayor parte de esta colección proviene del intercambio de material con otros herbarios europeos como por ejemplo la exsiccata Suomen Maksasammalia de hepáticas de Finlandia. También incluye material de la península ibérica recolectado por briólogos destacados como Creu Casas y Josep Vives. En esta colección destaca una importante presencia del género Sphagnum, con unos 300 ejemplares, así como un número elevado de muestras de los géneros Tortula y Hypnum.
Herbario de algas
El herbario del Instituto Botánico de Barcelona conserva dos tipos de colecciones de algas. La colección más grande, con unas 4.700 muestras, es la formada por las recolecciones de Ramón Margalef. Se trata de una colección que incluye algas, muestras de sedimentos, biofilms o turba.
Por otro lado, la colección de algas incluye también recolecciones de botánicos de renombre como Emile Ballé, Pius Font i Quer y Pere Claver Palau Ferrer. La colección se ha ampliado con las recolecciones de Samuel Pyke procedentes del Reino Unido.

### El Gabinete Salvador

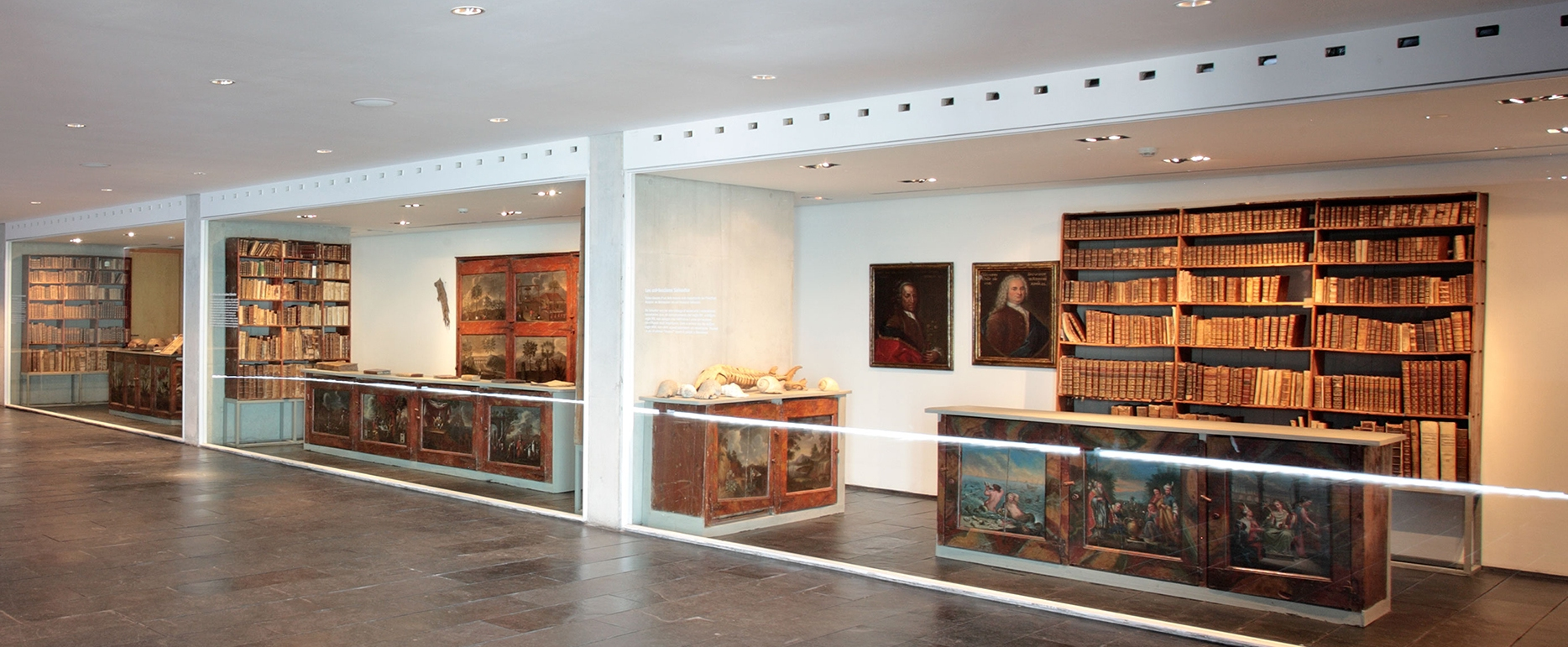
Gabinete Salvador

El Instituto Botánico de Barcelona conserva el Gabinete Salvador, una de las pocas colecciones naturalistas de la Ilustración que han llegado a nuestros días. El gabinete está formado por una biblioteca, un herbario (actualmente el más antiguo de España), documentos manuscritos, colecciones de moluscos, fósiles y varias piezas vegetales y animales disecados.
La familia Salvador fue una importante familia de apotecarios y botánicos barceloneses que desarrollaron su labor naturalista entre los siglos XVI y XIX. Llevaron a cabo herborizaciones por la península ibérica y las Islas Baleares, crearon uno de los primeros jardines botánicos de carácter científico en Sant Joan Despí y mantuvieron correspondencia e intercambios de libros y objetos con naturalistas de gran relevancia como Joseph Pitton de Tournefort, James Petiver, Herman Booerhave o los hermanos Jussieu.
En el siglo XIX el gabinete fue trasladado a una masía del Penedès, propiedad de la familia, donde permaneció oculto. En 1923, Pius Font i Quer logró dar con él y se trasladó al IBB entre 1938 y 1945.
En 2013, gracias a las gestiones para la preparación de la exposición Salvadoriana, el Departamento de Exposiciones del Museo de Ciencias Naturales de Barcelona localizó una parte de esta colección hasta entonces desconocida que se unió al resto de la colección localizada en el IBB.
Por motivos de seguridad y para garantizar su correcta preservación, no está permitida la entrada dentro del Gabinete. Las piezas que lo componen deben ser observadas desde el exterior del cristal que las protege. Se puede visitar los fines de semana y festivos con la entrada al Jardín Botánico de Barcelona (JBB).

### El vivero

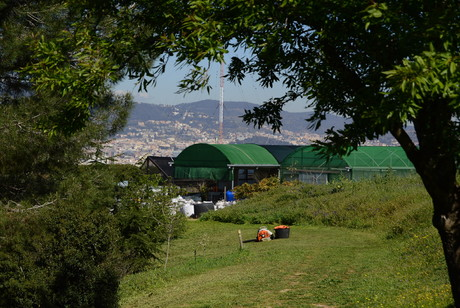
Vivero del Instituto Botánico de Barcelona

El vivero es un emplazamiento compartido entre el Jardín Botánico de Barcelona y el Instituto Botánico de Barcelona. Se dedica al cultivo de las plantas que se introducirán posteriormente al Jardín Botánico de Barcelona y a cuidar las colecciones de plantas vivas utilizadas por los investigadores del Instituto Botánico de Barcelona en proyectos de investigación.
El vivero consta de dos instalaciones cubiertas y con más de 700 especies de plantas. El acceso al vivero está restringido al público. Únicamente se puede visitar durante las actividades previamente organizadas por el Jardín Botánico de Barcelona o el Instituto Botánico de Barcelona.

### RevistaCollectanea Botanica
El Instituto Botánico de Barcelona junto al Ayuntamiento de Barcelona y el CSIC publica anualmente y de forma gratuita la revista Collectanea Botanica. Se publican artículos originales, trabajos de revisión, notas breves y correspondencia sobre cualquier aspecto de la diversidad y sistemática vegetal y fúngica y campos relacionados con la biogeografía, bioinformática, biología reproductiva, citogenética, conservación, demografía, ecofisiología, evolución, Filogenia, filogeografía, florística, genética de poblaciones, morfología funcional, nomenclatura, paleoecología, relaciones planta-animal y taxonomía.

## Servicios

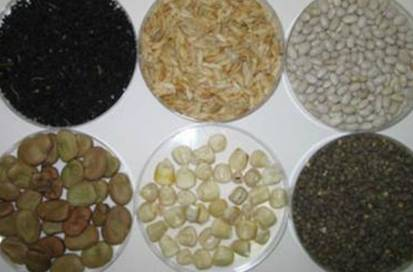
Banco de semillas

El Instituto Botánico de Barcelona ofrece un servicio de certificaciones (Certibb) que realiza análisis a los particulares y las empresas que lo soliciten. Las actividades realizadas son:
- Caracterización y certificación de especies, variedades y razas de plantas de uso medicinal, alimentario, industrial, silvícola, agrícola, o ambiental, mediante técnicas de código de barras de ADN, con la finalidad de garantizar la seguridad alimentaria y evitar el fraude.
- Identificación morfológica de plantas cultivadas y silvestres usadas en alimentación, herboristería y medicina natural, industria farmacéutica, usos agrícolas, repoblación forestal, etc.
- Análisis de especies, variedades y poblaciones por técnicas de genotipado, para llevar a cabo prospecciones dirigidas a la obtención de linajes ricos en compuestos con aplicaciones en el campo la salud.
- Caracterización de posibles citotipos y genotipos que puedan ser más productivos en agricultura, o para la producción de compuestos químicos con aplicaciones industriales, etc.
- Detectar el grado de hibridación y de clonalidad de variedades, cepas o linajes, y estimar la correlación entre estos aspectos y la producción vegetal (frutos, compuestos fitoquímicos, etc.).

## Publicaciones
- Garcia S., Lim, K.Y., Chester, M., Garnatje, T., Pellicer, J., Vallès, J., Leitch, A.R. & Kovařík, A. 2009. Linkage of 35S and 5S rRNA genes in Artemisia (family Asteraceae): first evidence from angiosperms. Chromosoma 118: 85'–'97. DOI: 10.1007/s00412-008-0179-z
- Garcia, S., Kovařík, A., Leitch, A. R. & Garnatje, T. 2016. The Plant Journal 89 (5): 1020'–'1030. DOI: 10.1111/tpj.13442
- Garcia, S., Leitch, I.J., Anadon-Rosell, A., Canela, M.A., Gálvez, F., Garnatje, T., Gras, A., Hidalgo, O., Johnston, E., Mas de Xaxars, G., Pellicer, J., Siljak-Yakovlev, S., Vallès, Vitales, D. & Bennett, M.D. 2014. Recent updates and developments to plant genome size databases. Nucleic Acids Research 42: 1159'–'1166. DOI: 10.1093/nar/gkt1195
- Garcia-Jacas N., Soltis, P., Font, M., Soltis, D., Vilatersana, R. & Susanna, A. 2009. The polyploid series of Centaurea toletana: glacial migrations and introgression revealed by nrDNA and cpDNA sequence analyses. Molecular Phylogenetics and Evolution 52: 377–394. DOI: 10.1016/j.ympev.2009.03.010
- Garcia-Jacas, N., Susanna, A., Garnatje, T. & Vilatersana, R. 2001. Generic delimitation and phylogeny of the subtribe Centaureinae (Asteraceae): a combined nuclear and chloroplast DNA analysis. Annals of Botany 87: 503–515. DOI: 10.1006/anbo.2000.1364
- Garnatje, T., Peñuelas, J. & Vallès, J. 2017. Ethnobotany, Phylogeny, and ‘Omics’ for Human Health and Food Security. Trends. Plant Science 22 (3):187'–'191. DOI: 10.1016/j.tplants.2017.01.001
- Hilpold, A., Vilatersana, R., Susanna, A, Sánchez-Meseguer, A., Boršić, I, Constantinidis, R., Filigheddu, R., Romaschenko, K., Suárez-Santiago, V.N., Tugay, O., Uysal, T., Pfeil, B.E. & Garcia-Jacas, N. 2014. Phylogeny of the Centaurea group (Centaurea, Compositae) – geography is a better predictor than morphology. Molecular Phylogenetics and Evolution 77: 195–215. DOI: 10.1016/j.ympev.2014.04.022

- Ibáñez, N. 2016. Estudis sobre cinc herbaris de l’Institut Botànic de Barcelona. Tesi Doctoral. Universitat de Barcelona, Facultat de Biologia.

- Ibáñez, N., Montserrat, J.M. & Soriano, I. 2008. Type specimens of names of species authored by Pourret conserved in the Salvador herbarium (BC).  Taxon 57 (2): 1–4.
- López-Pujol, J., Garcia-Jacas, N., Susanna, A. & Vilatersana, R. 2012. Should we conserve pure species or hybrid species? Delimiting hybridization and introgression in the Iberian endemic Centaurea podospermifolia. Biological Conservation 152: 271'–'279. DOI: 10.1016/j.biocon.2012.03.032
- López-Pujol, J., Zhang, F.-M., Sun, H.-Q., Ying, T.-S. & Ge, S. 2011. Centres of plant endemism in China: places for survival or for speciation? Journal of Biogeography 38: 1267'–'1280. DOI: 10.1111/j.1365-2699.2011.02504.x
- López-Pujol, J. & Chung, M. G. & Chung, M. Y. 2017. The role of the Baekdudaegan (Korean Peninsula) as a major glacial refugium for plant species: A priority for conservation. Biological Conservation 206: 236–248. DOI: 10.1016/ j.biocon.2016.11.040
- Mavrodiev, E., Chester, M. M., Suárez-Santiago, V. N., Visger, C., Susanna, A., Rodriguez, R., Baldini, R. M., Soltis, P. S.  & Soltis, D. E.. 2015. Multiple origins and chromosomal novelty in the allotetraploid Tragopogon castellanus (Asteraceae). New Phytologist 206: 1172–1183. DOI: 10.1111/nph.13227
- Rigat, M., Vallès, J., Iglésias, J. & Garnatje, T. 2013. Traditional and alternative natural therapeutic products used in the treatment of respiratory tract infectious diseases in the eastern Catalan Pyrenees (Iberian Peninsula). Journal of ethnopharmacology 148 (2): 411'–'422. DOI: 10.1016/j.jep.2013.04.022
- Susanna, A., Galbany-Casals, M., Romashchenko, K., Barres, L., Martín, J. & Garcia-Jacas, N. 2011. Lessons from Plectocephalus (Compositae, Cardueae-Centaureinae): ITS disorientation in annuals and Beringian dispersal as revealed by molecular analyses. Annals of Botany 108: 263–277. DOI: 10.1093/aob/mcr138
- Susanna, A., Garcia-Jacas, N., Soltis, D. E. & Soltis, P. S. 1995. Phylogenetic relationships in tribe Cardueae (Asteraceae) based on ITS sequences. American Journal of Botany 82: 1056'–'1068.
- Vilatersana, R., Brysting, A. K. & Brochmann, C. 2007. Molecular evidence for hybrid origins of the invasive polyploids Carthamus creticus and C. turkestanicus (Cardueae, Asteraceae). Molecular Phylogenetics and Evolution 44: 610–621. DOI: 10.1016/j.ympev.2007.05.008
- Vilatersana, R., Sanz, M., Galian, A. & Castells, E. 2016. The invasion of Senecio pterophorus across continents: multiple, independent introductions, admixture and hybridization. Biological Invasions 18: 2045–2065. DOI: 10.1007/s10530-016-1150-1
- Vitales, D., Garnatje, T., Pellicer, J., Vallès, J. & Sanmartín, I. 2014. The explosive radiation of Cheirolophus (Asteraceae, Cardueae) in Macaronesia. BMC Evolutionary Biology 14: 118. DOI: 10.1186/1471-2148-14-118
- Vitales, D., Aragay, J., Gómez Garreta, A., Ribera Siguan, M. A., Steen, F., De Clerck, O., Garnatje, T. & Rull Lluch, J. 2016. Phenological and molecular studies on the introduced seaweed Dictyota cyanoloma (Dictyotales, Phaeophyceae) along the Mediterranean coast of the Iberian Peninsula. Mediterranean Marine Science 17 (3): 766–776. DOI: 10.12681/mms.1872